# Ordine di San Giovanni del baliaggio di Brandeburgo
Il Baliaggio del Brandeburgo dell'Ordine dei cavalieri di San Giovanni dell'Ospedale di Gerusalemme (in tedesco Balley Brandenburg des Ritterlichen Ordens Sankt Johannis vom Spital zu Jerusalem), noto come Ordine di San Giovanni (in Germania der Johanniterorden), è un ramo protestante dei cavalieri ospitalieri tedeschi. Esso appartiene, con gli altri rami dell'Ordine di San Giovanni oggi esistenti, all'Alleanza degli Ordini di San Giovanni di Gerusalemme.

## Storia

### Nascita in Germania
Subito dopo la fondazione dell'Ordine a Gerusalemme, i sostenitori dell'Europa occidentale iniziarono a donare terreni agricoli e altri beni per gli obiettivi dell'ordine, la protezione militare e l'assistenza medica dei pellegrini cristiani in Terra Santa. Col tempo, queste proprietà terriere furono raggruppate in divisioni amministrative regionali note come commende, ciascuna guidata da un cavaliere anziano, o commendatore dell'Ordine. La prima commenda in Germania fu fondata a metà del XII secolo. Nel 1318, il Baliato di Brandeburgo era stato istituito nelle regioni nord-orientali del Sacro Romano Impero, come un'aggregazione di commende dell'Ordine sotto la guida di un balivo, un alto funzionario dell'Ordine. Le ricchezze e l'influenza del Baliato (specialmente dopo l'accrescimento dovuto alle proprietà del soppresso Ordine del Tempio) erano così considerevoli che, nel 1382, il Priore della Lingua Tedesca in quello che divenne noto come l'Accordo di Heimbach riconobbe il diritto del Baliato di Brandeburgo di scegliere il proprio governatore (Herrenmeister) e i precettori (i comandanti delle commende che costituivano il Baliato).

### Europa moderna

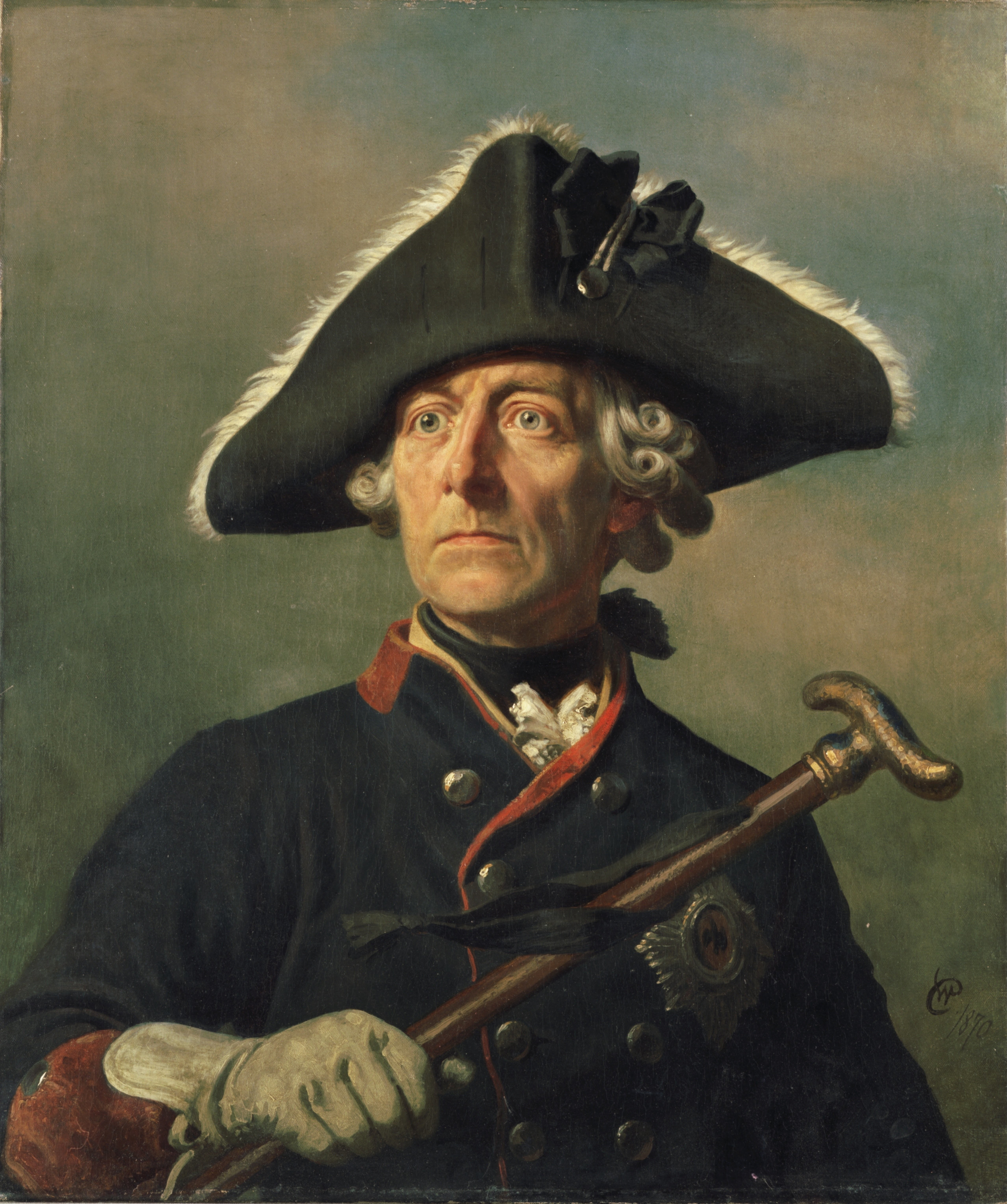
Federico II di Prussia detto "il Grande".

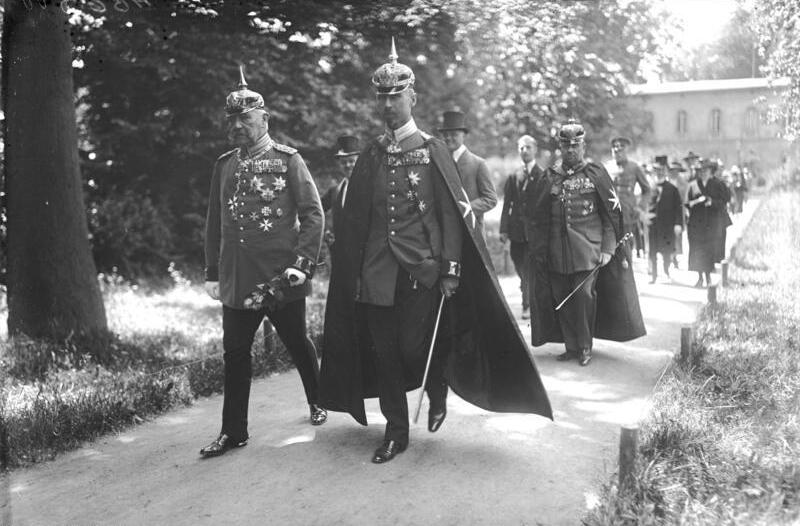
il principe Oscar di Prussia partecipa ad una processione dell'ordine, nel 1924.

Dopo la Riforma protestante, gran parte della commenda tedesca dei cavalieri ospitalieri seguì la guida del Baliato di Brandeburgo e accettò la teologia luterana, pur continuando a riconoscere la guida del gran maestro dell'ordine, il quale, con la maggior parte dei cavalieri, rimase cattolico romano. Gli alti ufficiali dell'ordine, ora con sede sull'isola mediterranea di Malta dopo le successive perdite di Gerusalemme, Acri e Rodi ad opera di arabi musulmani e turchi, manifestarono il desiderio di mantenere un rapporto con i cavalieri protestanti nonostante le differenze teologiche ed ecclesiologiche tra i due gruppi. Nel 1581, l'allora gran maestro Jean de la Cassière convocò l'Herrenmeister Martin von Hohenstein davanti al Capitolo (consiglio di governo) dell'Ordine di San Giovanni a Malta; quando l'Herrenmeister non si presentò, De la Cassière dichiarò l'espulsione dei cavalieri del Baliato dall'ordine, sebbene lo facesse senza il consenso del Capitolo. Sebbene separato dal corpo principale cattolico romano dell'Ordine di San Giovanni, il Baliato di Brandeburgo continuò a prosperare. Ammettendo solo nobili, principalmente provenienti dalla Germania, il Baliato manteneva ospedali e altre istituzioni per la cura dei poveri, dei malati e dei feriti. Le elezioni dei successivi Herrenmeister videro un cattolico romano, Adam von Schwarzenberg, nel 1641.
La Guerra dei trent'anni devastò il Baliato, causando la morte di molti cavalieri e la distruzione di gran parte delle sue ricchezze. In base ai termini della Pace di Vestfalia, che pose fine al conflitto, il Baliato fu di fatto posto sotto la protezione dei principi elettori di Brandeburgo, in seguito re di Prussia, quindi membri della Casa di Hohenzollern. Sotto questa protezione, il Johanniterorden (dal tedesco Ordine di San Giovanni) ebbe sede presso il Castello di Sonnenburg nella Neumark di Brandeburgo, a est del fiume Oder, sebbene l'Herrenmeister risiedesse nell'Ordenspalais di Berlino dal suo completamento nel 1738. Con il progressivo abbandono dell'intenso settarismo dell'Europa moderna in favore dell'Illuminismo, si verificarono ulteriori, seppur sporadici, tentativi di integrare il Baliato protestante all'interno dell'Ordine di Malta cattolico. Nonostante i cordiali rapporti, tuttavia, che includevano il pagamento delle responsività a Malta e la partecipazione dei delegati del Baliato al Capitolo Generale dell'Ordine di Malta nel 1776, la riunificazione nominale dei due ordini fu impedita dal rifiuto dell'approvazione papale; Federico II il Grande di Prussia e il Gran Maestro Manuel Pinto da Fonseca dell'Ordine di Malta concordarono nel 1764 su tale riunificazione, ma Papa Clemente XIII non permise l'ammissione in un'organizzazione cattolica romana di uomini che considerava eretici; ciononostante, i membri di ciascun ordine continuarono a considerare gli altri come confratelli.

### XIX secolo - oggi

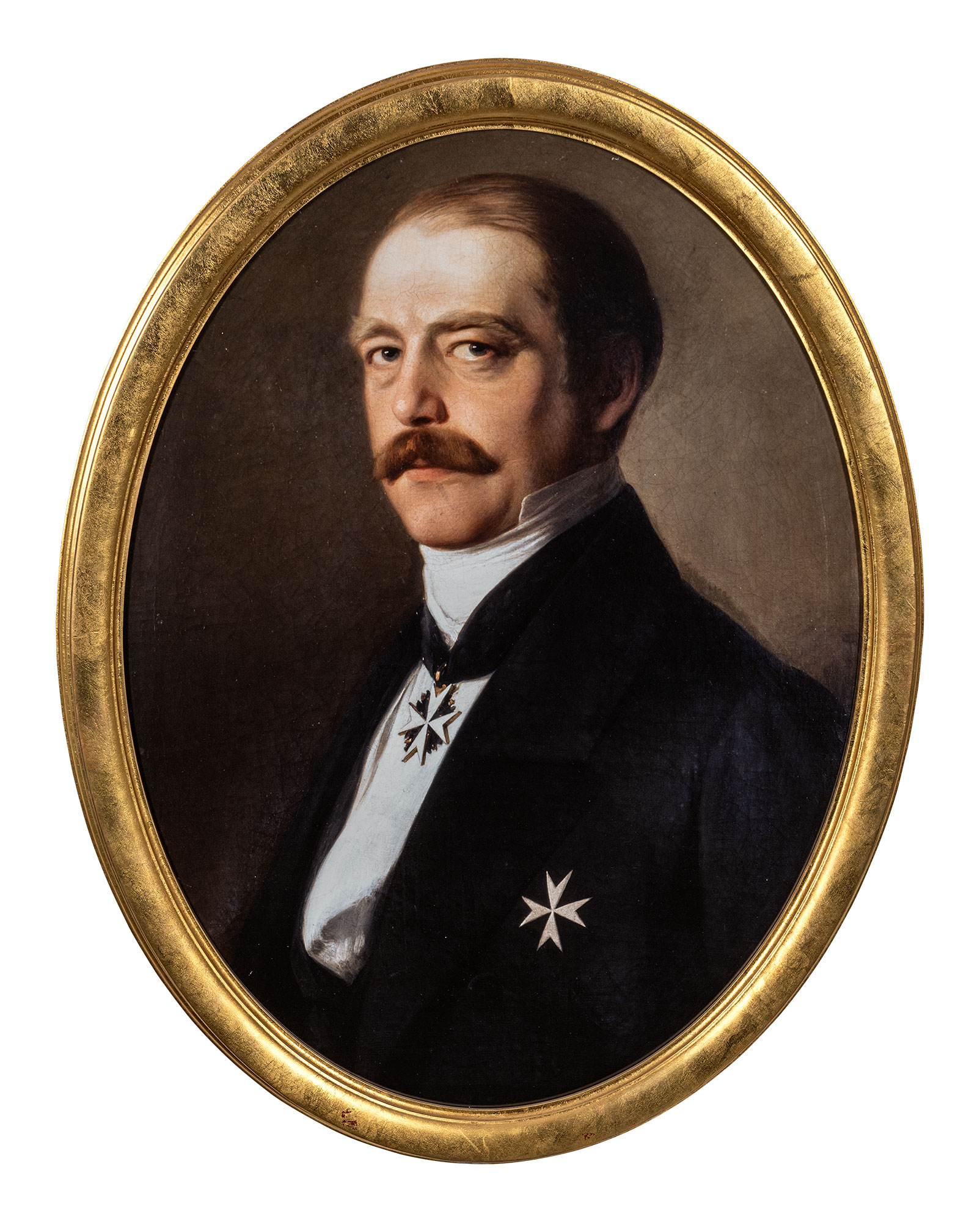
Otto von Bismarck con le insegne dell'Ordine di San Giovanni.

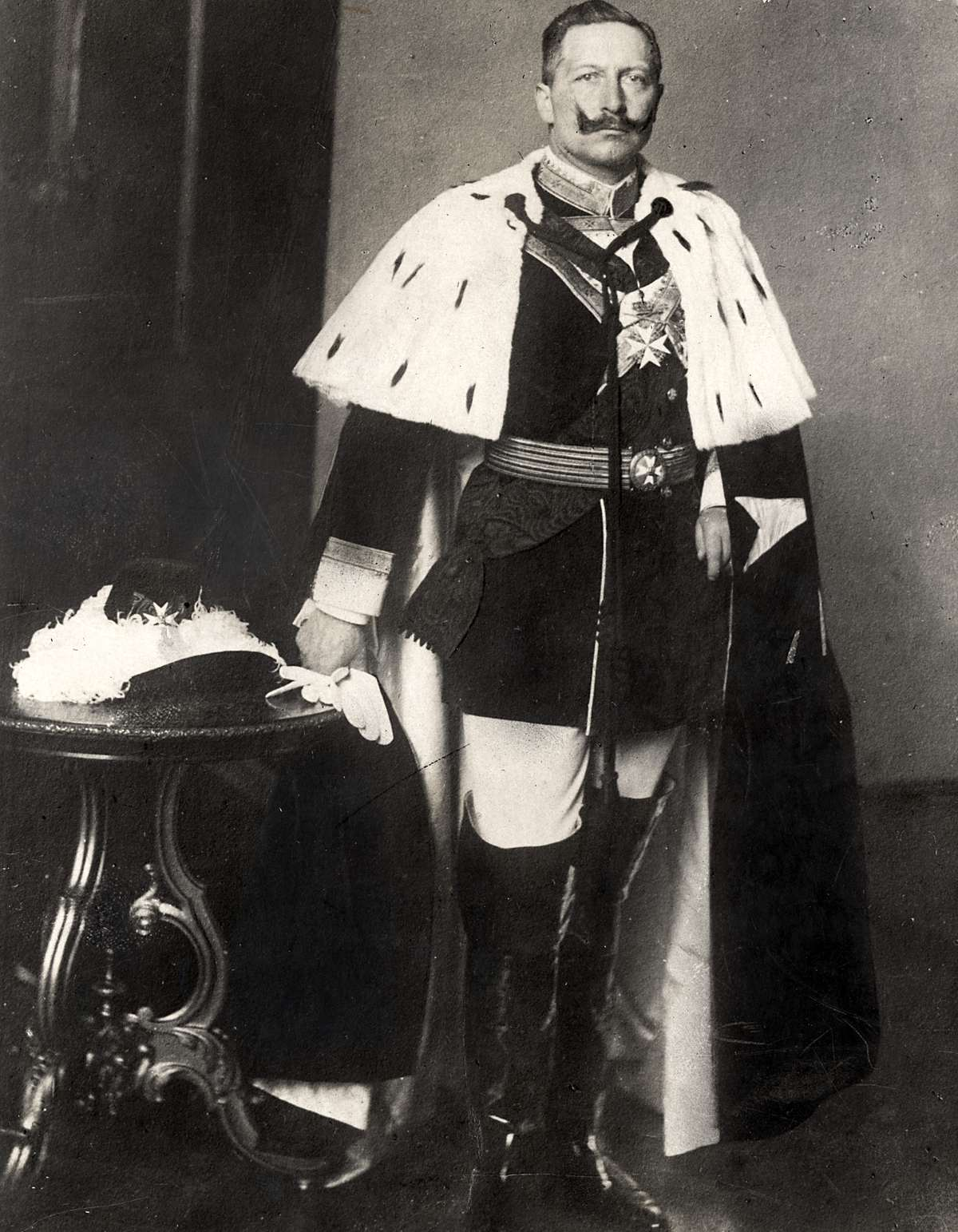
Guglielmo II in abiti cerimoniali come Protettore dell'Ordine di San Giovanni.

Nel 1811 e nel 1812, in qualità di protettore dell'Ordine, re Federico Guglielmo III di Prussia trasferì i poteri dell'Herrenmeister e del Capitolo, il consiglio di governo dell'Ordine, alla corona prussiana, di fatto sciogliendo il Baliato e confiscandone i beni. Al suo posto istituì un ordine al merito con un nome simile, l'Ordine Reale Prussiano di San Giovanni, che aveva anch'esso insegne simili. L'Herrenmeister del Baliato, il principe Augusto Ferdinando, divenne il primo Gran Maestro del nuovo ordine al merito e continuò a risiedere nell'Ordenspalais, il palazzo del Baliato di Brandeburgo. Tutti i cavalieri del Baliato divennero membri del nuovo ordine al merito. Nel 1852 l'Ordine al Merito fu a sua volta sciolto e Re Federico Guglielmo IV di Prussia, esercitando nuovamente i poteri dei re di Prussia come protettori dell'Ordine, restaurò il Baliato originario. Gli otto cavalieri di giustizia sopravvissuti dell'ordine originario furono tra i suoi primi membri. Nel 1853, elessero il fratello minore del re prussiano, il principe Carlo, nuovo Herrenmeister dell'ordine restaurato. Egli annunciò la sua elezione al capo dell'Ordine di Malta, che, in segno di riconoscimento, riconobbe questa restaurazione come la continuazione dello storico Baliato. Il Johanniterorden e le sue branche divennero completamente indipendenti dal Gran Maestro della Chiesa Cattolica Romana a Roma. Dopo la Seconda guerra mondiale, con la Neumark ceduta dagli Alleati vittoriosi alla Polonia (Sonnenburg fu ribattezzata "Słońsk" e il castello giace in rovina), l'ordine trasferì la sua sede a Bonn, nella Germania Ovest.
Dopo la riunificazione della Germania Ovest e della Germania Est, la sede fu nuovamente trasferita a Berlino. Non solo la sede dell'ordine cambiò nel periodo successivo al secondo conflitto mondiale, ma le commende svedesi e olandesi si separarono dalla supervisione diretta del Baliato (pur continuando a mantenere una libera associazione con esso attraverso l'Alleanza dal 1961) nel 1946, e due anni dopo, il Baliato stesso iniziò ad ammettere persone comuni come cavalieri, poiché la nobiltà tedesca post-monarchica era considerata una "casta congelata". La commenda finlandese, tuttavia, rimane una società puramente nobile, così come gli ordini svedesi e olandesi, ora indipendenti. Sebbene l'Herrenmeister sia ora eletto e non più nominato dal re di Prussia o dall'imperatore di Germania, ogni detentore della carica dal 1693 è stato membro della Casata degli Hohenzollern, la famiglia degli ex re prussiani e degli ultimi imperatori tedeschi. L'attuale status dell'ordine secondo il diritto tedesco deriva dalla sua incorporazione nel 1852 e dal riconoscimento ufficiale da parte del governo tedesco, nel 1957 e nel 1959, delle onorificenze dell'ordine come decorazioni al merito tedesche.

## Le insegne

Vesti, compreso mantello, dell'Ordine di San Giovanni del baliaggio di Brandeburgo

- La medaglia dell'Ordine riprende la decorazione dell'Ordine di Malta e si presenta appunto come una croce maltese smaltata di bianco avente all'incavo delle sue braccia un'aquila araldica tedesca con le ali spiegate verso l'alto. La croce è sormontata dalla corona reale di Prussia in oro.
- Il nastro è completamente nero.

## Elenco dei Gran Balì e dei Gran Maestri

### Gran Balì (1323-1526)
di fede cattolica
- 1323-1336: Gebhard von Bortefelde (Precettore generalis)
- 1341–1371: Hermann von Werberg
- 1371–1397: Bernhard von der Schulenburg
- 1397-1399: Detlev von Walmede
- 1399-1418: Reimar von Güntersberg
- 1419–1426: Busso V. von Alvensleben
- 1426–1437: Balthasar von Schlieben
- 1437–1459: Nicolaus von Thierbach
- 1459–1460: Heinrich von Redern
- 1460–1471: Liborius von Schlieben
- 1471–1474: Kaspar von Güntersberg
- 1474–1491: Richard von der Schulenburg
- 1491–1526: Georg von Schlabrendorff

### Gran Maestri (1527-1846)

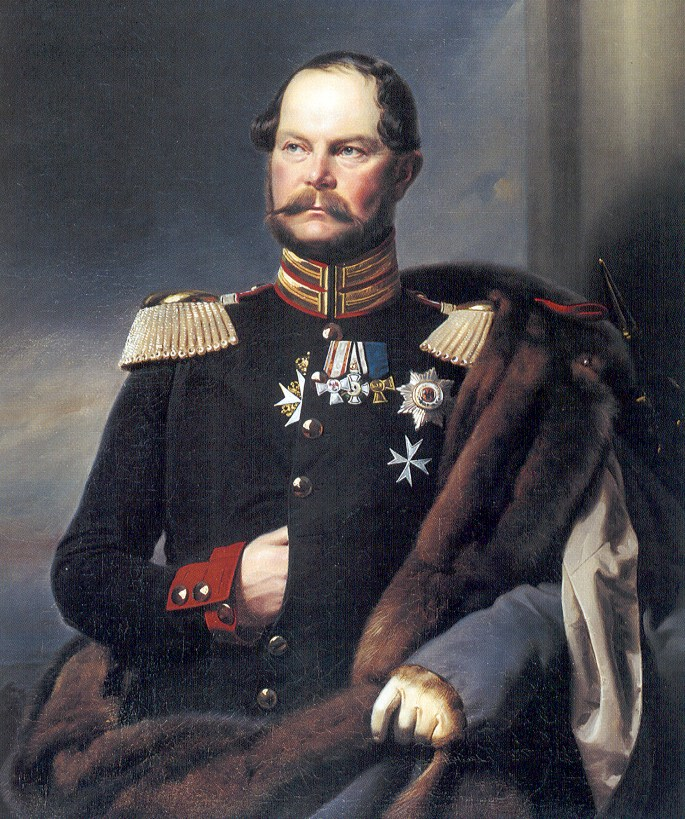
Il principe Carlo di Prussia, gran maestro dell'ordine dal 1853 al 1883.

dalla Riforma protestante alla secolarizzazione
- Veit von Thümen (1527–1544)
- Joachim von Arnim (1544–1545)
- Thomas von Runge (1545–1564)
- Franz Neumann (1564–1569)
- Martin von Hohenstein (1569–1609)
- Federico di Brandeburgo (1610)
- Ernesto di Brandeburgo (1611–1613)
- Giorgio Alberto di Brandeburgo (1614–1615)
- Giovanni Giorgio di Brandeburgo (1616–1624)
- Gioacchino Sigismondo di Brandeburgo (1624–1625)
- Adamo di Schwarzenberg (1625–1641)
- Georgio di Winterfeld (1642-1652)
- Giovanni Maurizio di Nassau-Siegen (1652–1679)
- Giorgio Federico di Waldeck (1689–1692)
- Carlo Filippo di Brandeburgo-Schwedt (1693–1695)
- Alberto Federico di Brandeburgo-Schwedt (1696–1731)
- Carlo Federico Alberto di Brandeburgo-Schwedt (1731–1762)
- Augusto Ferdinando di Prussia (1762–1811)

1811, secolarizzazione del Baliaggio di Brandeburgo
- Enrico di Prussia (1813–1846)

Dalla restaurazione dell'Ordine nel 1852
- Carlo di Prussia (1853–1883)
- Alberto di Prussia (1883–1906)

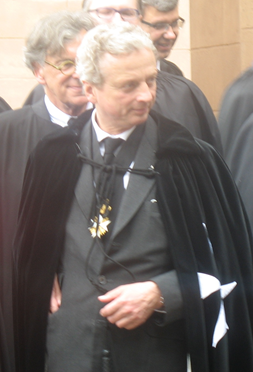
Il principe Oscar di Prussia, Herrenmeister dell'ordine dal 1999.

- Eitel Federico di Prussia (1907–1926)
- Oscar di Prussia (1927–1958)
- Guglielmo Carlo di Prussia (1958–1999)
- Dr. Oscar di Prussia (dal 1999)